# Konstantín Treniov
Konstantín Andréyevich Treniov (en ruso: Константин Андреевич Тренёв, Romashovo, 1876-Moscú, 1945) fue un escritor (prosista y dramaturgo) ruso soviético. Premio Stalin de 1ª clase (1941).

## Biografía
Nació en Romashovo (actual Baksheyivka), en el uyezd de Vovchansk de la gobernación de Járkov del Imperio ruso el 21 de mayo (2 de julio) de 1876 en una familia campesina de antiguos siervos de la gleba. Su padre, Andréi Kirílovich Treniov, decidió trasladarse con la familia al óblast de la Hueste del Don (actual óblast de Rostov en busca de tierras libres, estableciéndose en el jútor Mókraya Zhuravka, cercano a la estación de tren de Mílerovo. 
Recibió la educación primaria en la escuela del zemtsvo. Entre 1890 y 1893 estudió en la escuela del ókrug de Donetsk de la stanitsa Kámenskaya y al finalizarla, en una escuela agrícola cercana a Járkov. Entre 1896 y 1899 prosiguió sus estudios en el seminario eclesiástico de Novocherkask. En 1903 se graduó tanto en la Academia Teológica de San Petersburgo como en el Instituto Arqueológico de San Petersburgo (se inscribió en 1901). Más tarde, en 1921, completa su formación como oyente en la Facultad de Agronomía de la Universidad de Táurida, en Simferopol.
Comenzó a trabajar como maestro de escuela y ya en 1898 publica su primera obra, una novela, Na yarmarku (На ярмарку, "En la feria"). Su conocimiento del mundo religioso puede advertirse en sus obras Vladyka (Владыка, "El patrón"), Zabludilis (Заблудились, "Se perdieron"), Po tijói vode (По тихой воде, "Por aguas tranquilas"). Como dramaturgo sus primeros escritos son del año 1907, en que escribió algunas obras de un acto. En su formación como dramaturgo tuvo un papel importante la estética de las obras de teatro de Maksim Gorki. En 1924 escribió la tragedia nacional Pugachóvshchina (Пугачевщина), que llamó la atención de Vladímir Nemiróvich-Dánchenko, quien la puso en escena en el Teatro de Arte de Moscú, lo que aportó experiencia en la puesta en escena a Treniov, que hasta entonces no era reconocido como un dramaturgo profesional.
Su obra más importante fue Liubov Yarovaya (Любовь Яровая, "Amor de Primavera"), que fue representada en casi todos los teatros importantes y fue establecida como modelo para el teatro soviético. Fue estrenada en el Teatro Mali en 1926 y llevada a la pantalla en 1970 por la productora Lenfilm y el director Vladímir Fetin. En un tiempo en el que la mayoría de las obras de teatro representadas era obras de agitación política de poca profundidad, la novedad de Treniov ha sido aportar psicología profunda a la caracterización de los personajes, revelando su mundo espiritual, incluso de los personajes "negativos" o malvados. Especial relevancia se daba al seguimiento de los sentimientos de la heroína principal desde la tragedia personal al sacrificio por sus ideales humanistas. Este papel fue representado por multitud de actrices, como Vera Maretskaya o Inna Chúrikova.
Desde 1931 vivió en Moscú. Durante la Gran Guerra Patria, fue evacuado, como otros escritores, instalándose en Chistopol, Tartaristán. Murió el 19 de mayo de 1945, siendo enterrado en la sección n.º 1 del Cementerio de Novodevichy de la capital rusa.

### Familia
Su hija Natalia (1904-1980), traductora, se casó con otro famoso escritor de la época de Stalin, Piotr Pavlenko. Su hijo Andréi, nieto de Treniov (1939-1970, fue filólogo especializado en Indonesia. El hijo de
Konstantín Treniov, Vitali fue arquitecto y también escritor, en su caso de novelas sobre la vida marinera.

## Algunas obras
- 1912 — «Дорогины» (Doroguini)
- 1915 — «Владыка» (Vladyka. "El patrón", cuentos)
- 1924 — «Пугачёвщина» (Pugachovshchina, obra de teatro)
- 1926 — «Любовь Яровая» (Liubov Yarovaya, "Amor de primavera")
- 1926 — «Жена» (Zhená, "Mujer")
- 1931 — «Ясный лог» (Yasni log)
- 1934 — «Опыт» (Opyt, "La prueba")
- 1935 — «Гимназисты» (Gimnazisti, "Los alumnos del Gimnasio")
- 1937 — «На берегу Невы» (Na beregú Nevy, "En las orillas del Nevá", teatro)
- 1941 — «Анна Лучилина» (Anna Luchilina)
- 1942 — «Навстречу» (Navstrechu, "Al encuentro")
- 1945 — «Полководец» (Polkovodets, )

### En el teatro
- 1928 — «Любовь Яровая», Gran Teatro Dramático de Leningrado M. Gorki. Director Borís Dmojovski.
- 1951 — «Любовь Яровая», Gran Teatro Dramático de Leningrado M. Gorki. Director Iván Yefrémov.
- 1977 — «Любовь Яровая, Teatro Mali. Director: Piotr Fomenko.[5]

### En el cine
- 1970 — «Любовь Яровая» (director Vladímir Fetin, Lenfilm).

## Condecoraciones y premios
- Premio Stalin de primera clase (1941, por Liubov Yarovaya, redactada en 1937).
- Orden de la Bandera Roja del Trabajo (1938)
- Orden de la Insignia de Honor (31 de enero de 1939).

## Homenaje
En homenaje al escritor soviético en diversas ciudades fueron nombrados pueblos, barrios, calles, buques de vapor, escuelas y se instalaron placas conmemorativas y monumentos: en Donetsk existe la calle Treniov, en Kámensk-Shájtinski existe una calle con su nombre y una placa conmemorativa en el edificio de la escuela, en Konstantínovsk hay una placa conmemorativa en la casa en la que vivió, en Novocherkask existe una calle con su nombre y una placa conmemorativa en el edificio del antiguo seminario, en Rostov del Don una calle, en Simferopol una calle, una gimnasio (nº11) y un parque llevan su nombre, además de un monumento establecido en 1960, en Crimea existía el pueblo Treniovo, en la línea de vapores Sarátov-Stalingrado había un barco de vapor de mercancías y vapores con su nombre.

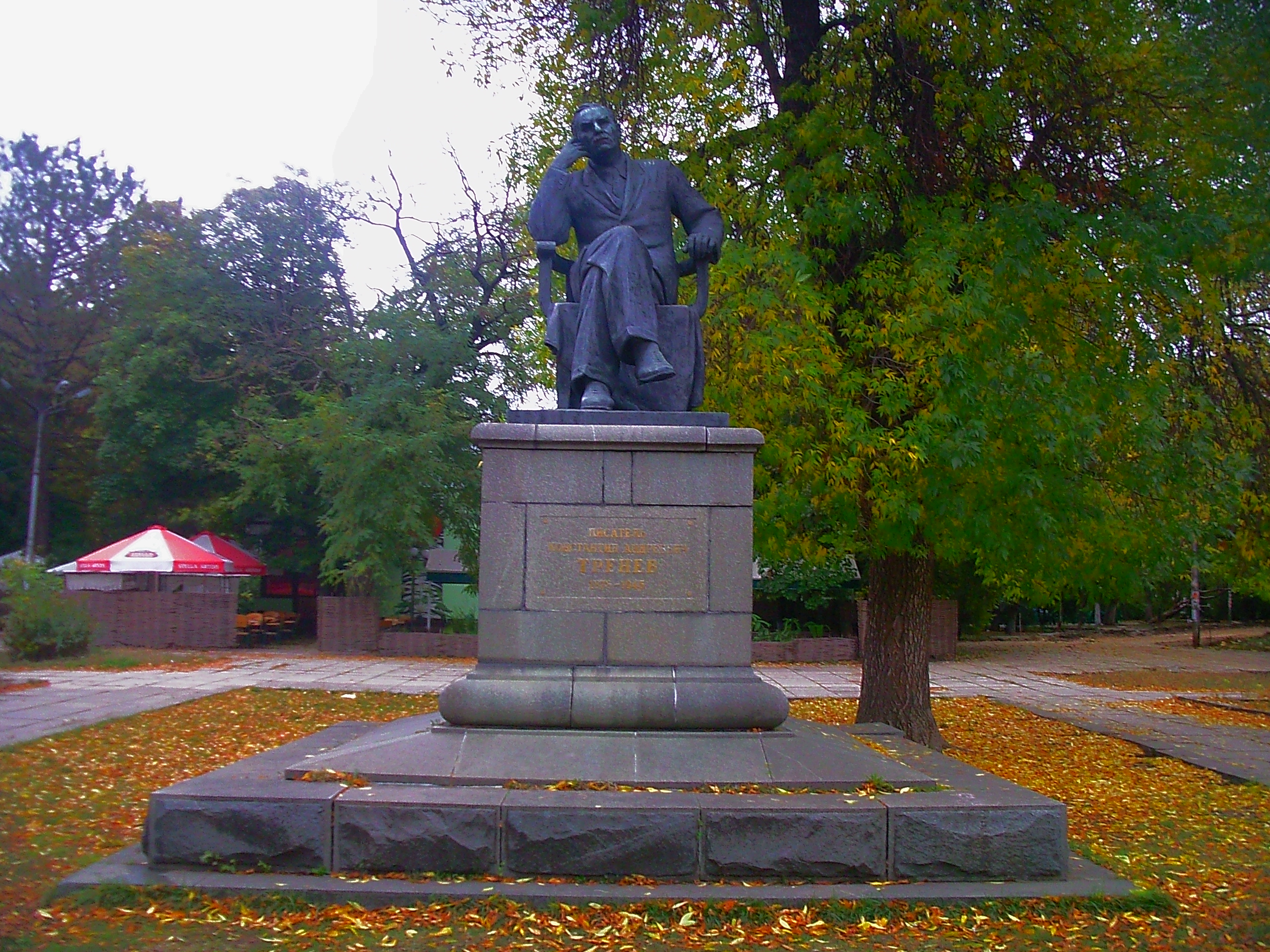
Monumento a Treniov en Simferopol.
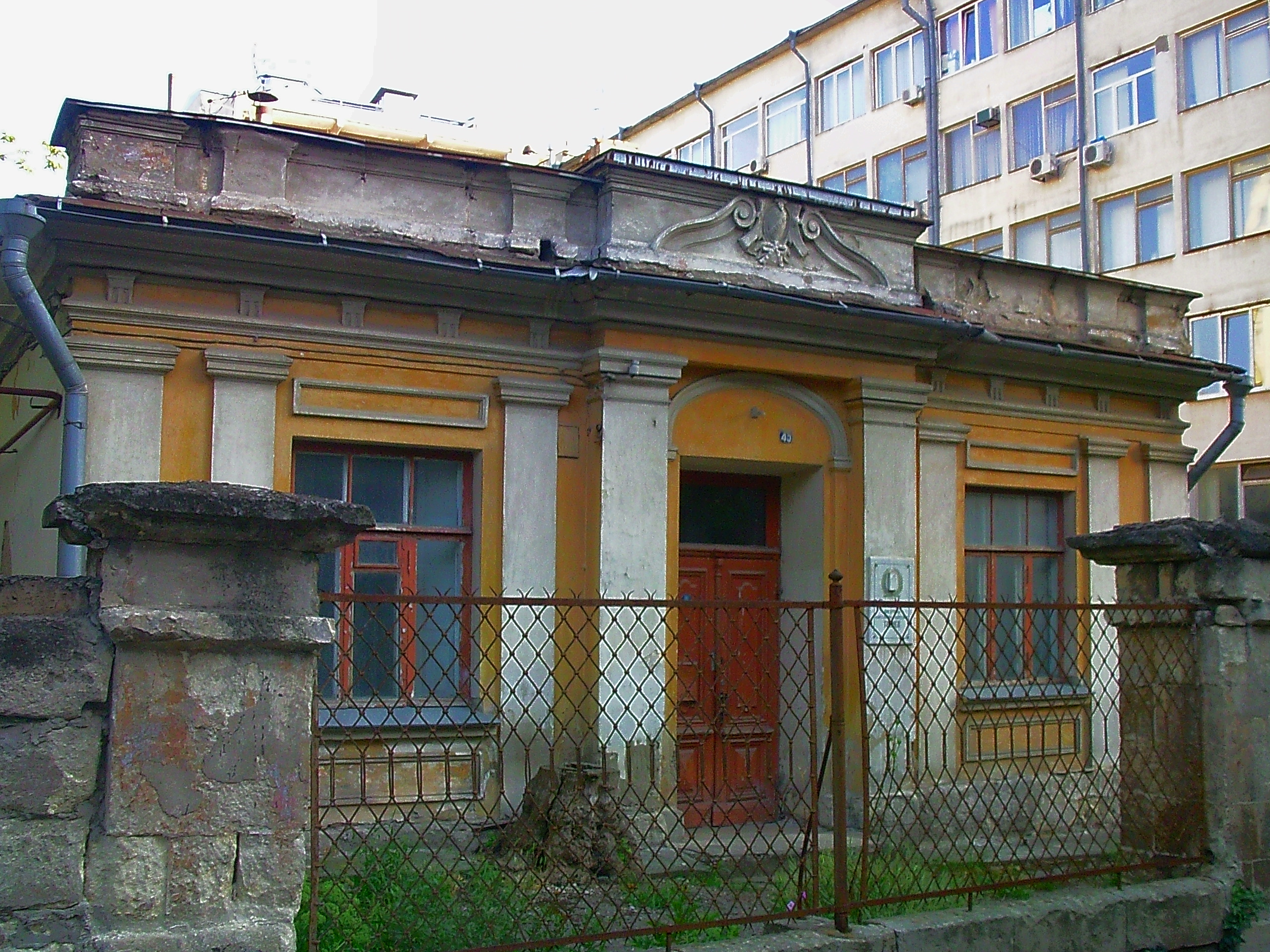
Casa en Simferopol (bulevar I. Franko, 45) donde vivió Treniov desde 1909.
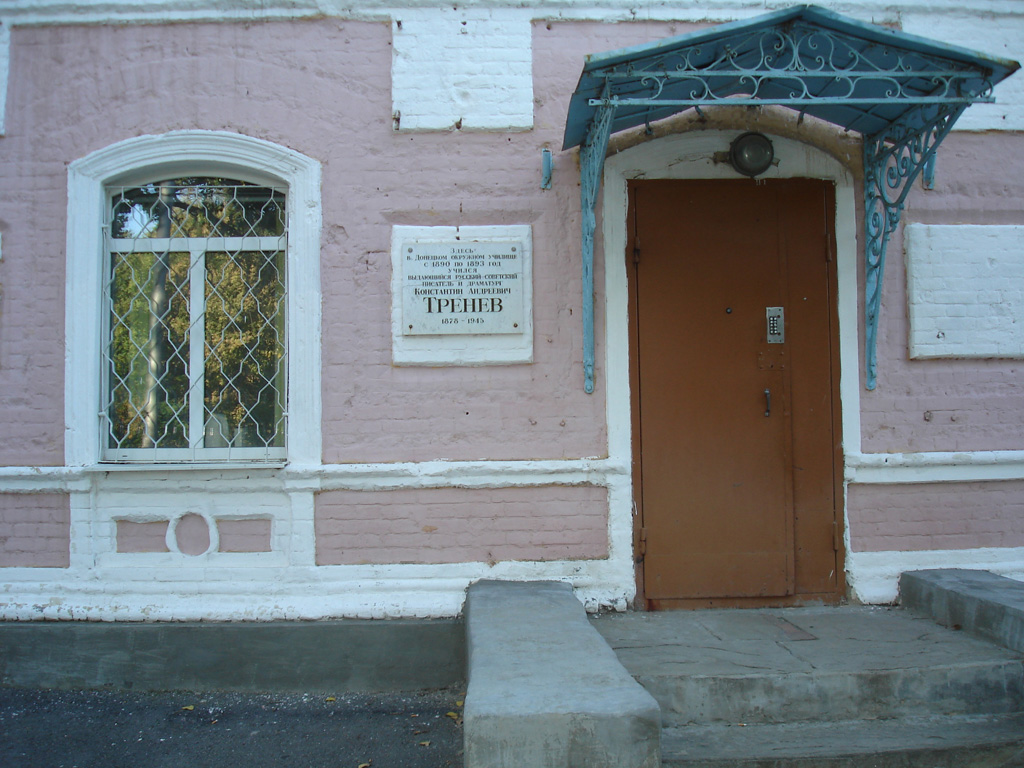
Placa en la escuela de Kámensk-Shájtinski, avenida Karl Marks.